# Mikalaj Aljochin
Mikalaj Aljaksandrawitsch Aljochin (belarussisch Мікалай Аляксандравіч Алёхін; * 26. Oktober 1954 in Minsk, Weißrussische SSR, Sowjetunion; † 8. Juli 2023) war ein sowjetischer Säbelfechter aus Belarus.

## Erfolge
Mikalaj Aljochin wurde 1979 in Melbourne im Mannschaftswettbewerb Weltmeister sowie 1981 in Clermont-Ferrand Vizeweltmeister. Dazwischen erreichte er bei den Olympischen Spielen 1980 in Moskau mit der Mannschaft das Finale, in dem die sowjetische Equipe Italien mit 9:2 besiegte. Gemeinsam mit Michail Burzew, Wiktor Krowopuskow, Wiktor Sidjak und Wladimir Naslymow wurde Aljochin, dessen einziger Einsatz in der Vorrundenbegegnung gegen Rumänien erfolgte, somit Olympiasieger.